# آندرانوفاسیکا
آندرانوفاسیکا (به لاتین: Andranofasika) یک منطقهٔ مسکونی در ماداگاسکار است که در آمباتو-بوئنی واقع شده‌است. آندرانوفاسیکا ۱۶٬۹۷۱ نفر جمعیت دارد و ۹۷ متر بالاتر از سطح دریا واقع شده‌است.